# Wakizashi
Le wakizashi (脇差) est un sabre japonais courbe similaire au katana, mais plus petit, dont la taille se situe entre 30 et 60 cm. Il peut être porté avec un katana et glissé dans la ceinture, auquel cas on appelle l'ensemble daisho. Les riches marchands, ne pouvant pas porter le katana, sont en revanche autorisés à porter le wakizashi.

## Maniement
Il se manie à une main uniquement, la poignée étant le plus souvent dimensionnée pour la largeur d'une paume de main.
Dans une escrime particulière, du style Nito Ryu, qui enseigne la technique à deux sabres, développée par Musashi Miyamoto, il peut être manié avec le katana, et sert alors de « main-gauche », ou d'arme de parade.

## Utilisations
Les samouraïs portaient le katana et le wakizashi à gauche, glissés dans la ceinture, et attachés par un cordon (sageo), pour accentuer la stabilité de la gaine (saya).
Les samouraïs se servaient des wakizashi pour se battre dans les lieux clos. Comme les lames étaient relativement courtes, le combattant était plus libre dans ses mouvements qu'avec une lame plus longue. Ainsi, le katana était utilisé pour combattre dans des lieux plus vastes (extérieur, grandes salles…).
Les pratiquants de kenjutsu, et en particulier du style Niten ryu (école héritière de Musashi Miyamoto), utilisent un wakizashi en bois appelé shoto (littéralement : sabre court) pour l'entraînement. Il est l'une des armes des iaidoka avec le katana et le tantō. Les techniques de combats propres à cette arme sont réunies sous le terme de kodachijutsu (« techniques du petit sabre »).
De même que le tantō, le wakizashi peut être utilisé pour le suicide rituel (seppuku). Le samouraï se suicide en incisant une ou deux fois son ventre tandis que, dans certains cas, un assistant appelé kaishakunin (ou simplement kaishaku) lui tranche la tête pour le laver de toutes ses offenses une fois le cérémonial fini. C'était une manière de se faire pardonner pour une faute, un refus d'obéir à un ordre.
Le 12 octobre 1960, un étudiant d'extrême droite âgé de 17 ans, Otoya Yamaguchi, assassine le leader socialiste Inejirō Asanuma pendant une réunion publique à l'aide d'un wakizashi — la scène a été photographiée et filmée par des photographes présents lors de la réunion.